# Gamle Verden
Begrebet Den Gamle Verden omfatter af Afrika, Asien og Europa, dvs. den del af verden, der udgjorde den dominerende verdensopfattelse i Europa før Christoffer Columbus drog på sine opdagelsesrejser til den Nye Verden. Denne betegnelse kendes også som Afrika-Eurasien.
Selvom de indre områder af Afrika og Asien ikke var særligt kendt af europæerne i denne tid, var deres eksistens kendt. Også Japan var kendt område, og hører derfor med under begrebet den gamle verden. Oceanien og Antarktika tilhører ikke de to begreber, da disse først blev opdaget, efter begreberne kom til.